# Distretto di Huacllán
Il distretto di Huacllán è un distretto del Perù nella provincia di Aija (regione di Ancash) con 556 abitanti al censimento 2007 dei quali 332 urbani e 224 rurali.
È stato istituito fin dall'indipendenza del Perù.